# Drachenbäume
Die Drachenbäume (Dracaena, von altgriechisch δράκαινα drákaina, der weibliche Drache; Synonym: Pleomele Salisb., Terminalis Medik.) bilden eine Pflanzengattung aus der Familie der Spargelgewächse (Asparagaceae). Die bekannteste Art ist der Kanarische Drachenbaum (Dracaena draco).

## Beschreibung vonDracaenas.str.

### Vegetative Merkmale
Drachenbaum-Arten sind keine echten Bäume, da sie ein atypisches Dickenwachstum aufweisen; es sind baumförmige Lebensformen, die einen selbsttragenden verholzten Stamm besitzen. Die Stämme können verzweigt oder unverzweigt sein. Aufgrund der besonderen Faseranbindung beim atypischen Dickenwachstum können die Seitenäste nur in einem geringen Winkel zum Hauptstamm abzweigen (typischerweise < 35°).
Die parallelnervigen Laubblätter sind meist schwertförmig, linealisch bis lanzettlich, aber bei manchen Arten kann die Blattspreite auch elliptisch sein. Nur einige Arten weisen einen kurzen Blattstiel auf, wie zum Beispiel Dracaena elliptica.

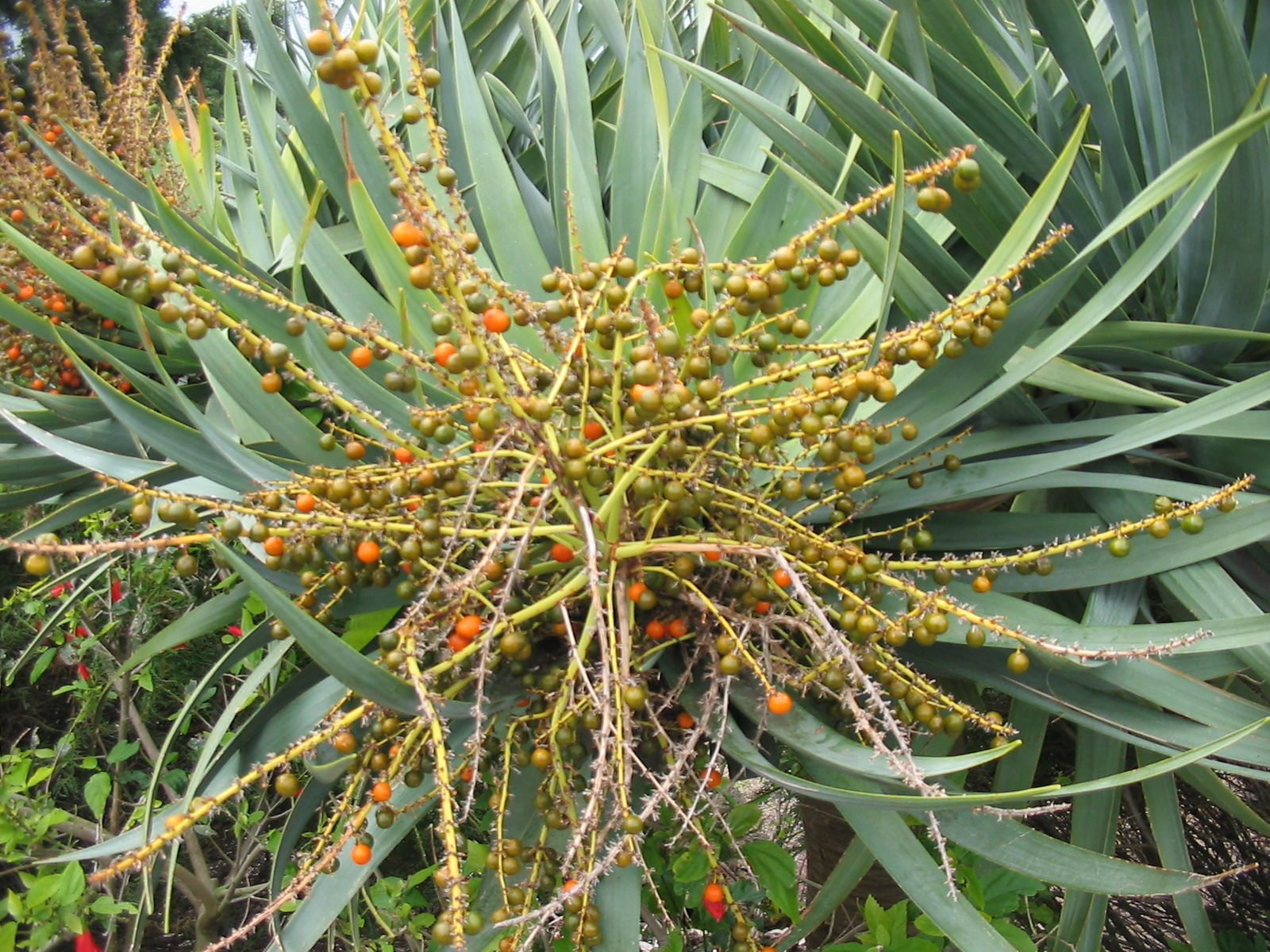
Fruchtstand des Kanarischen Drachenbaum (Dracaena draco)

### Generative Merkmale
Der endständige, ährige Blütenstand ist meist verzweigt. Die zwittrigen Blüten sind dreizählig, duften und blühen nachts. Die sechs gleichförmigen und meist weißlich gefärbten Blütenhüllblätter (Tepalen) sind zylindrisch, glockenförmig oder röhrig verwachsen. Die Blütenröhre ist kurz. Es sind sechs Staubblätter vorhanden. Die drei Fruchtblätter sind zu einem oberständigen Fruchtknoten verwachsen.
Die bei Reife orange- bis purpurfarbenen Beeren enthalten nur einen bis drei Samen.

## Systematik und Verbreitung

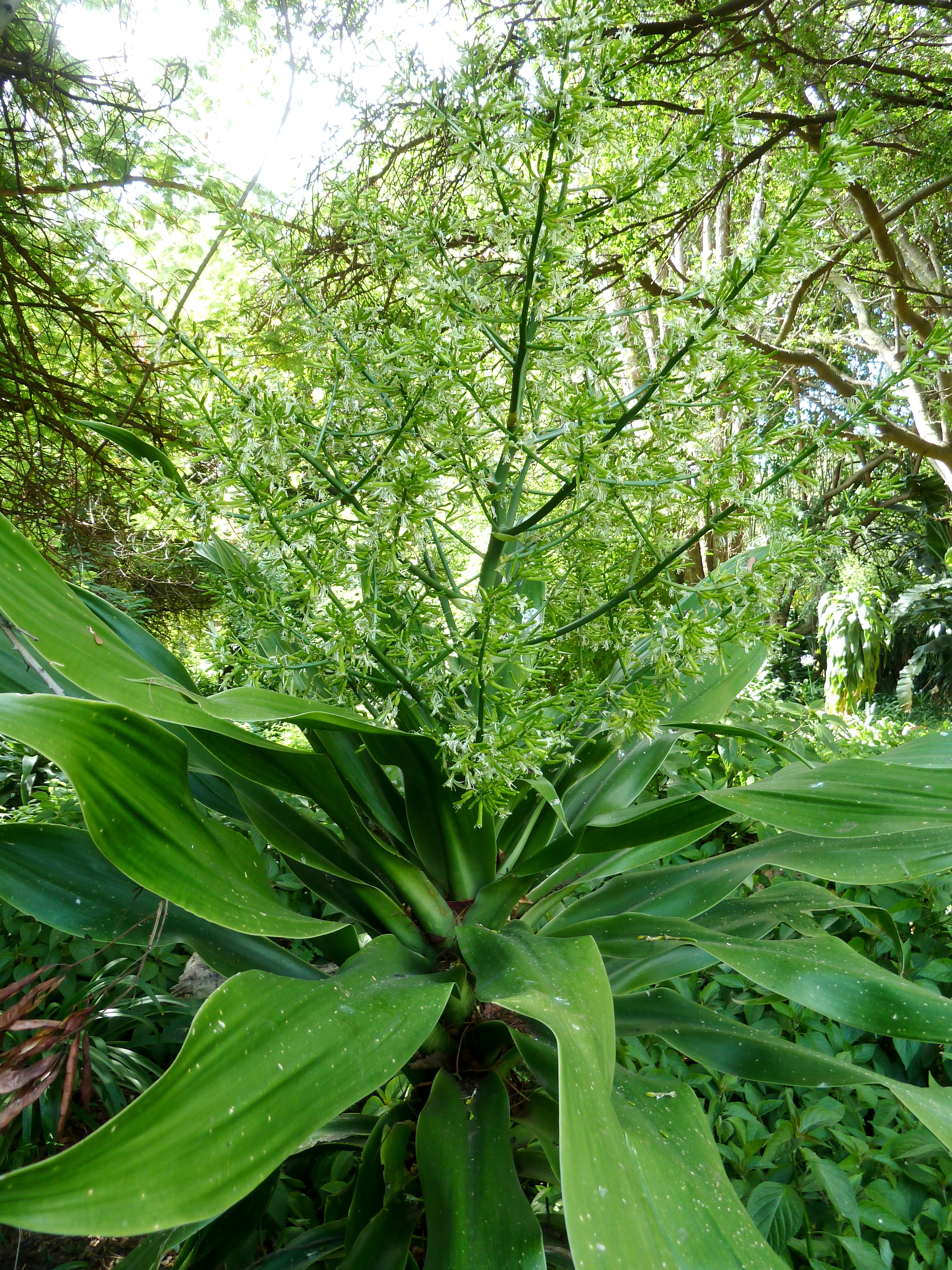
Dracaena aletriformis

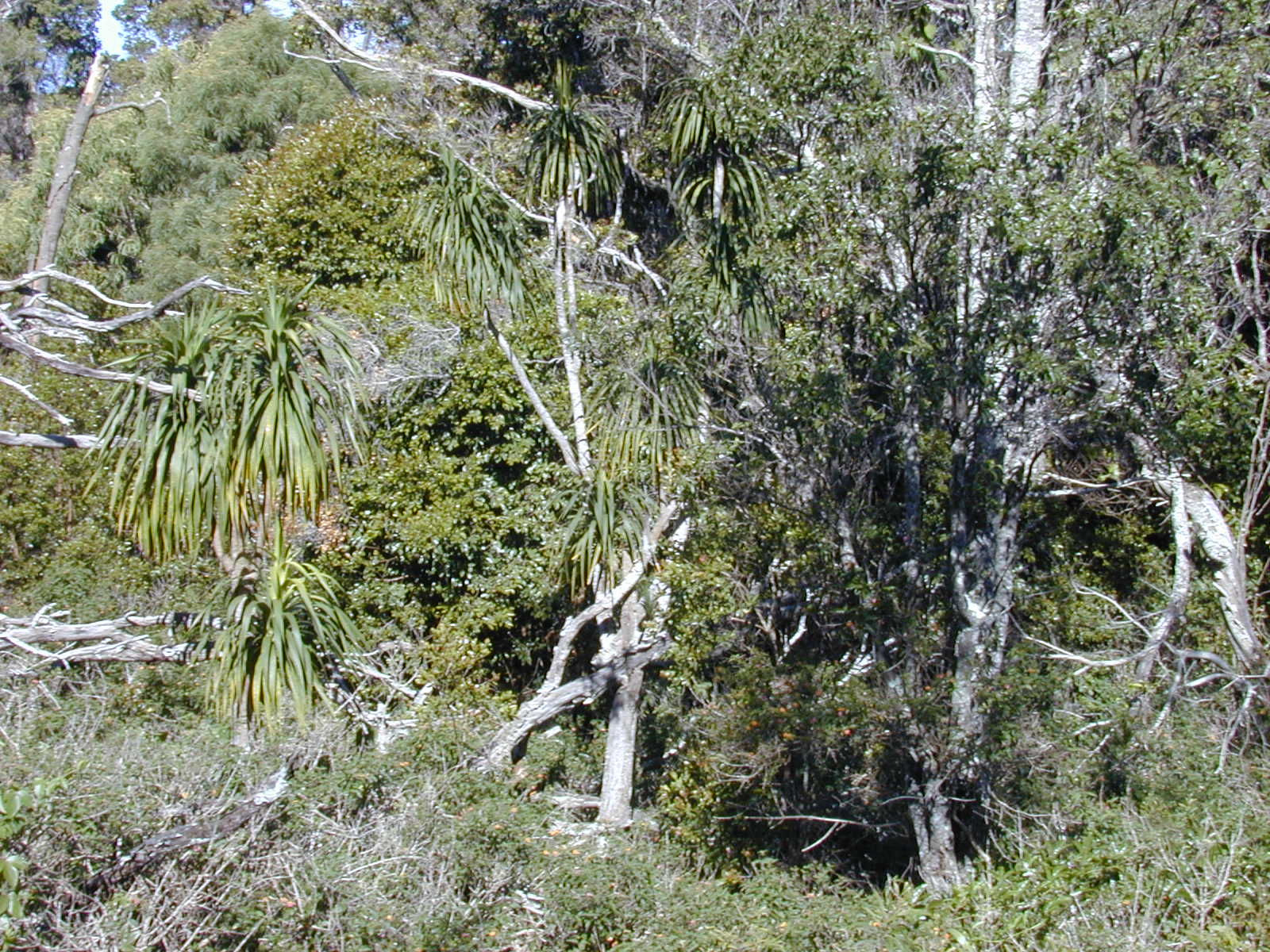
Dracaena aurea in Hawaii auf Kaua'i

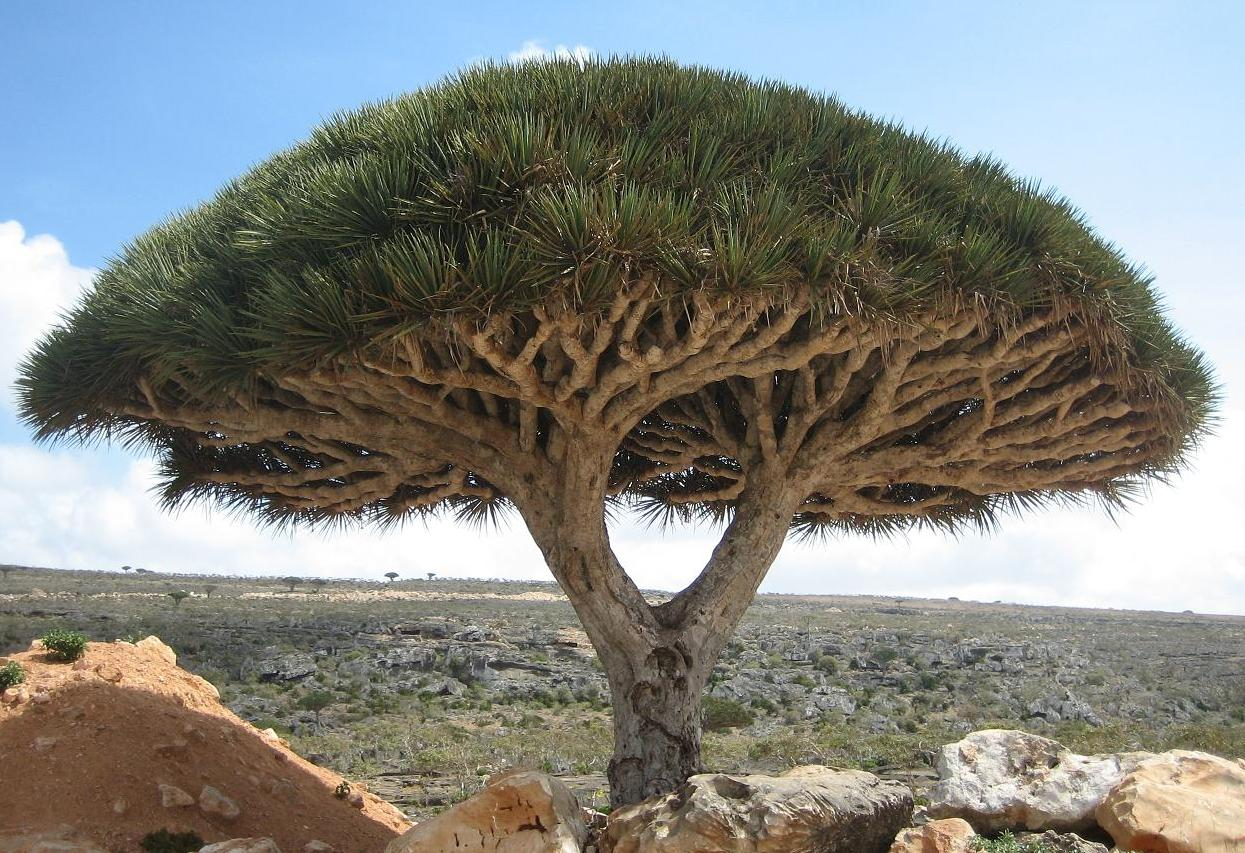
Dracaena cinnabari auf Sokotra

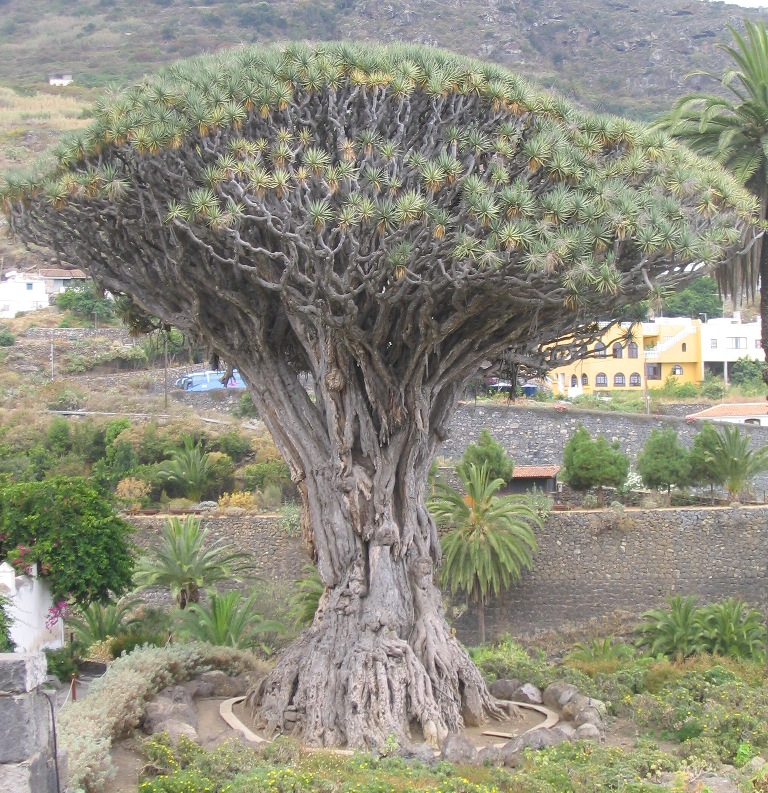
Kanarischer Drachenbaum (Dracaena draco) in Icod de los Vinos auf Teneriffa

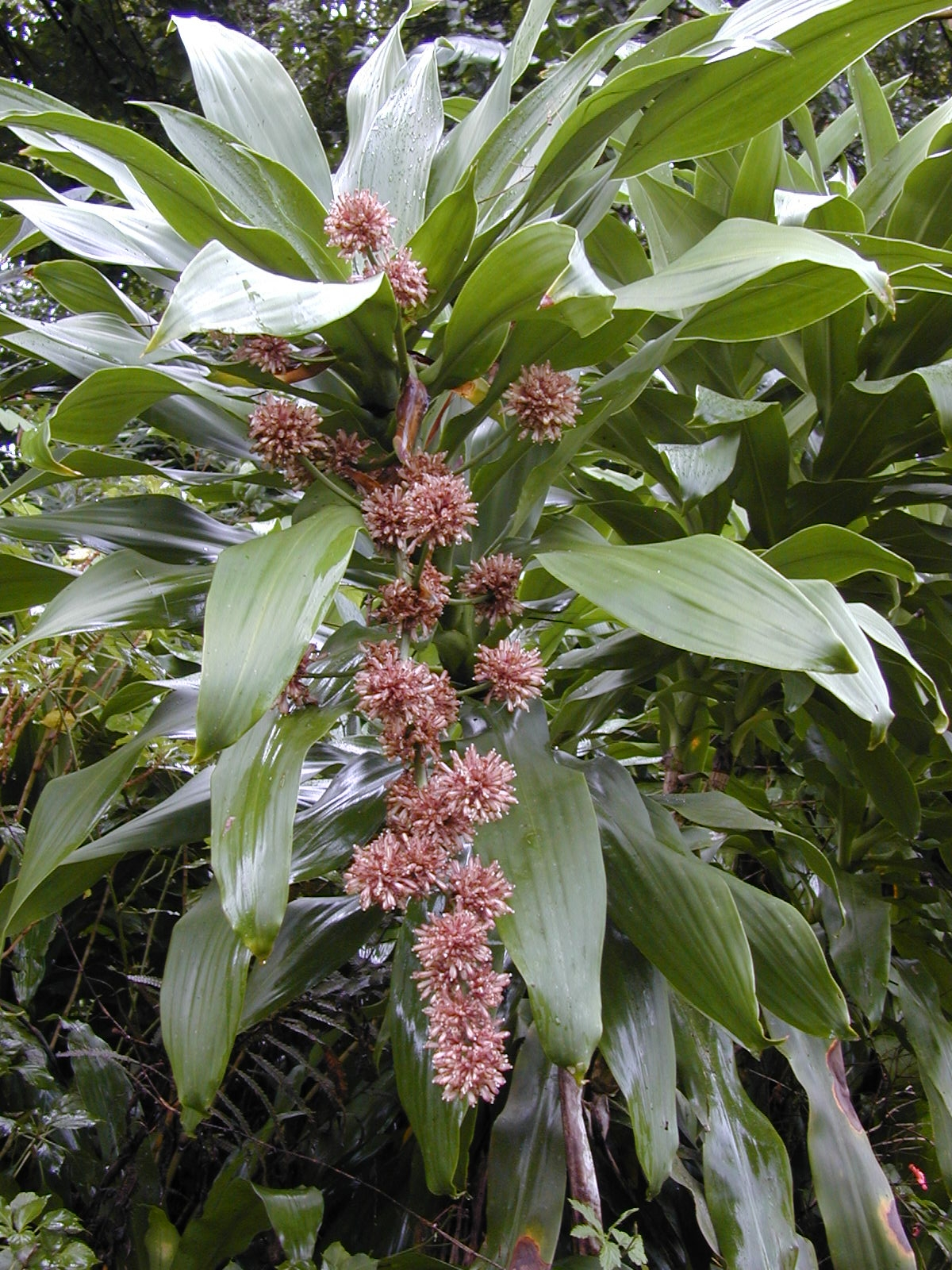
Dracaena fragrans in Hawaii auf Maui

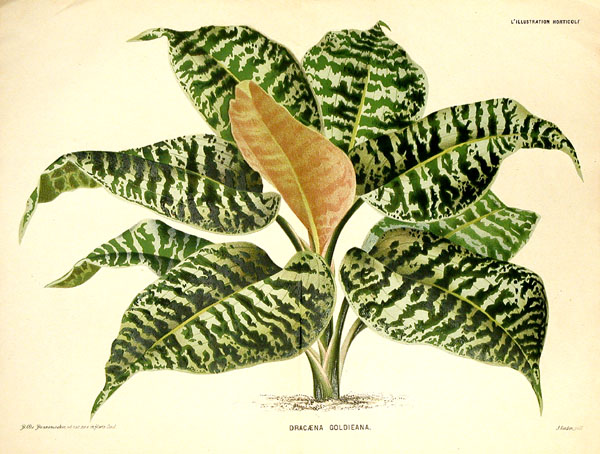
Abbildung von Dracaena goldieana

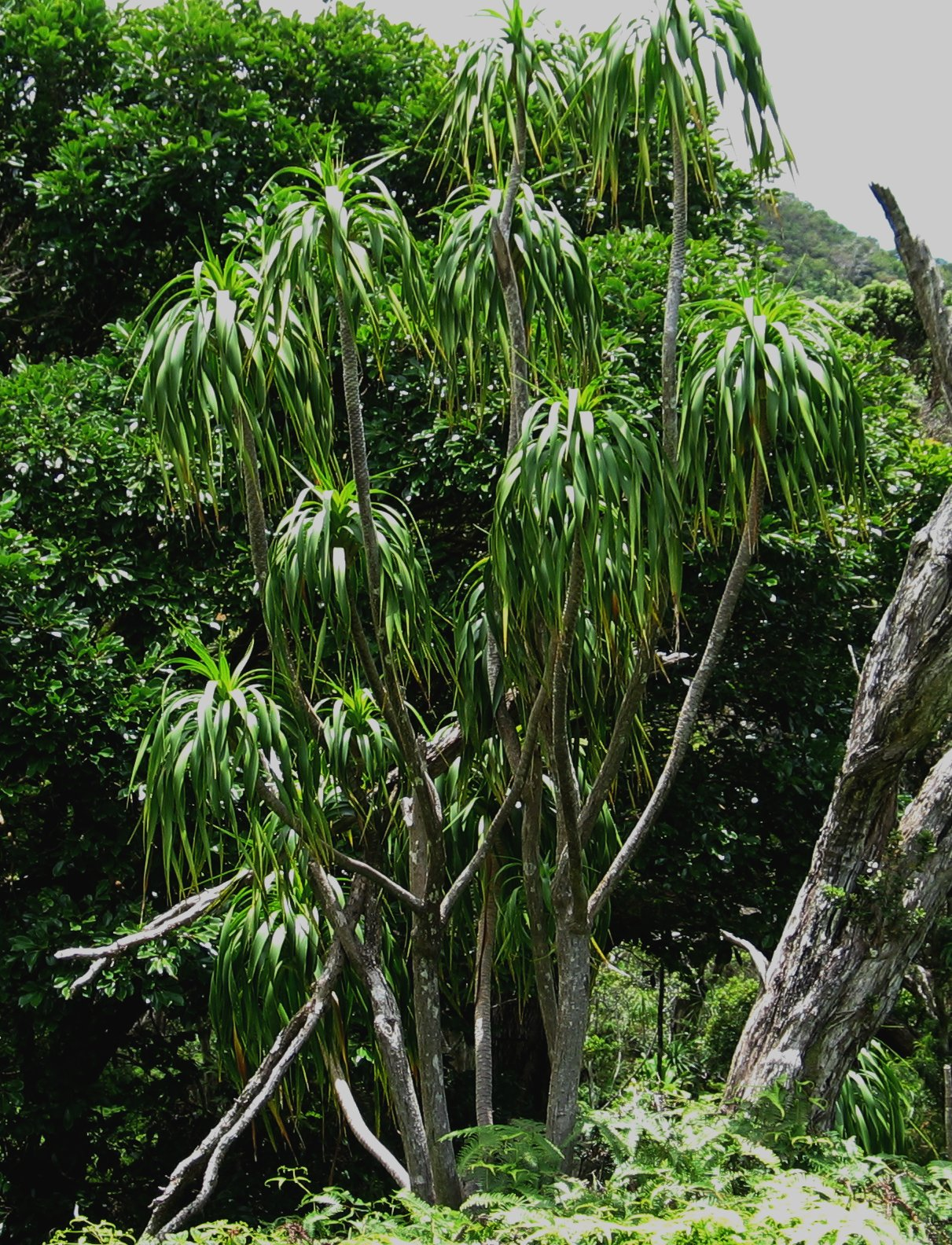
Dracaena halaapepe

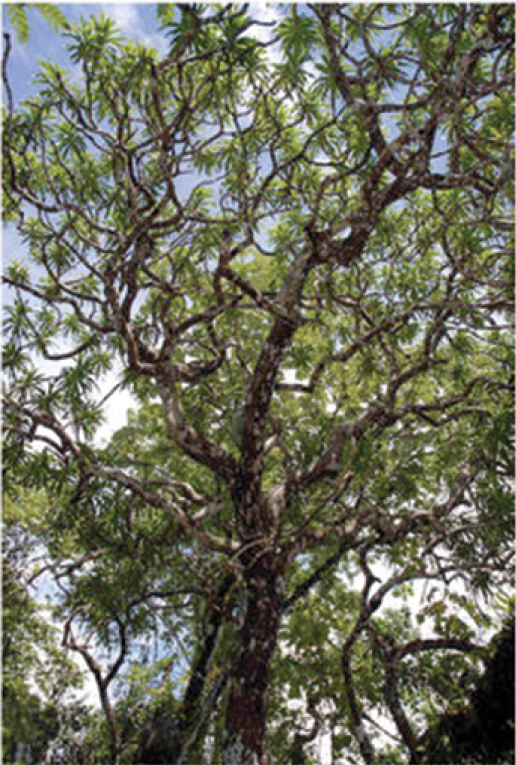
Dracaena kaweesakii

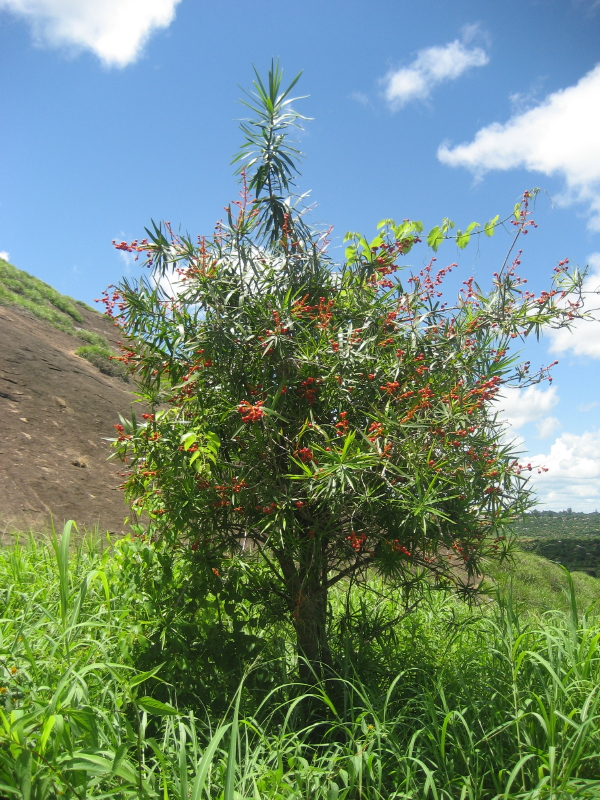
Dracaena mannii

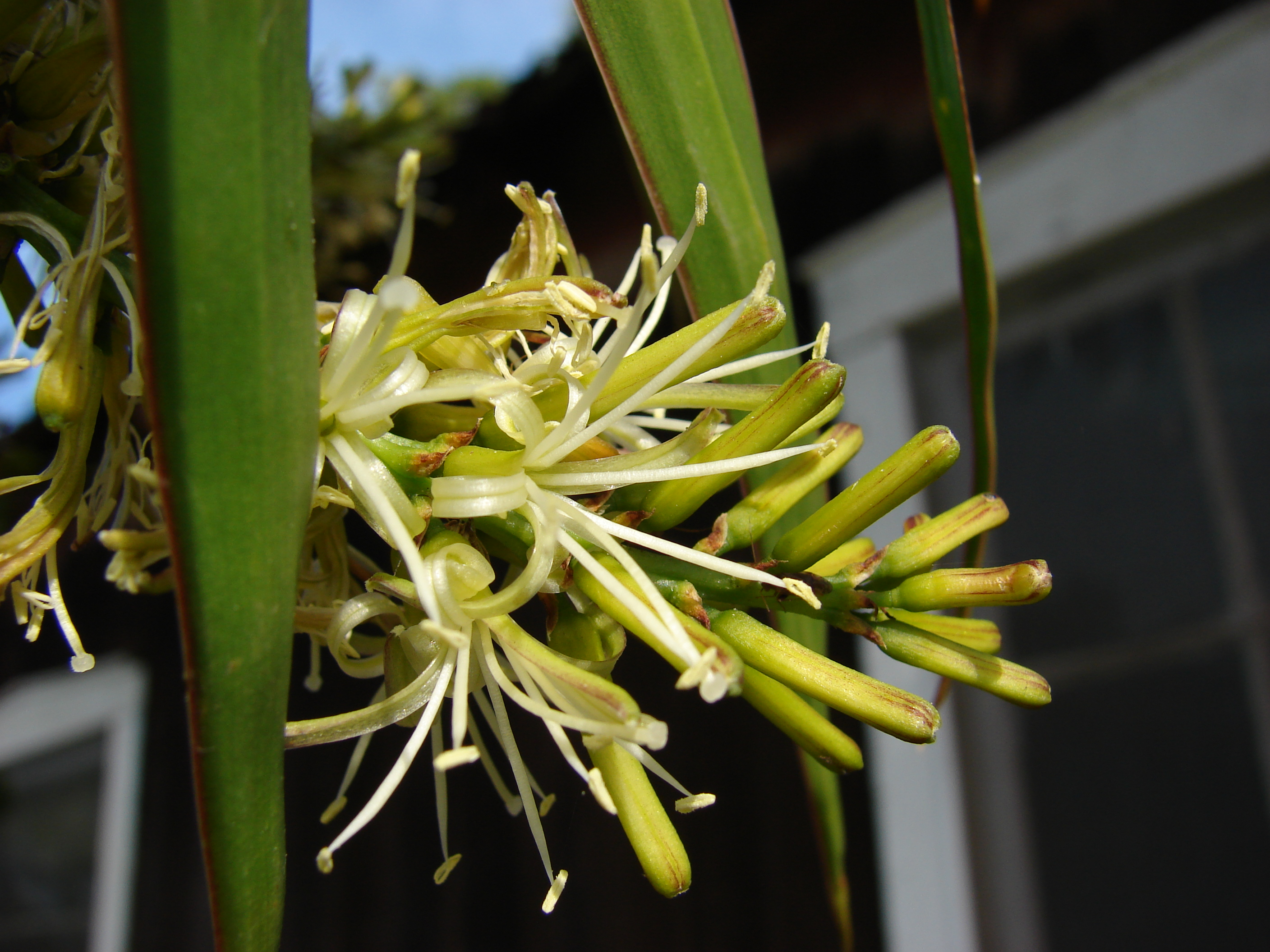
Dracaena marginata

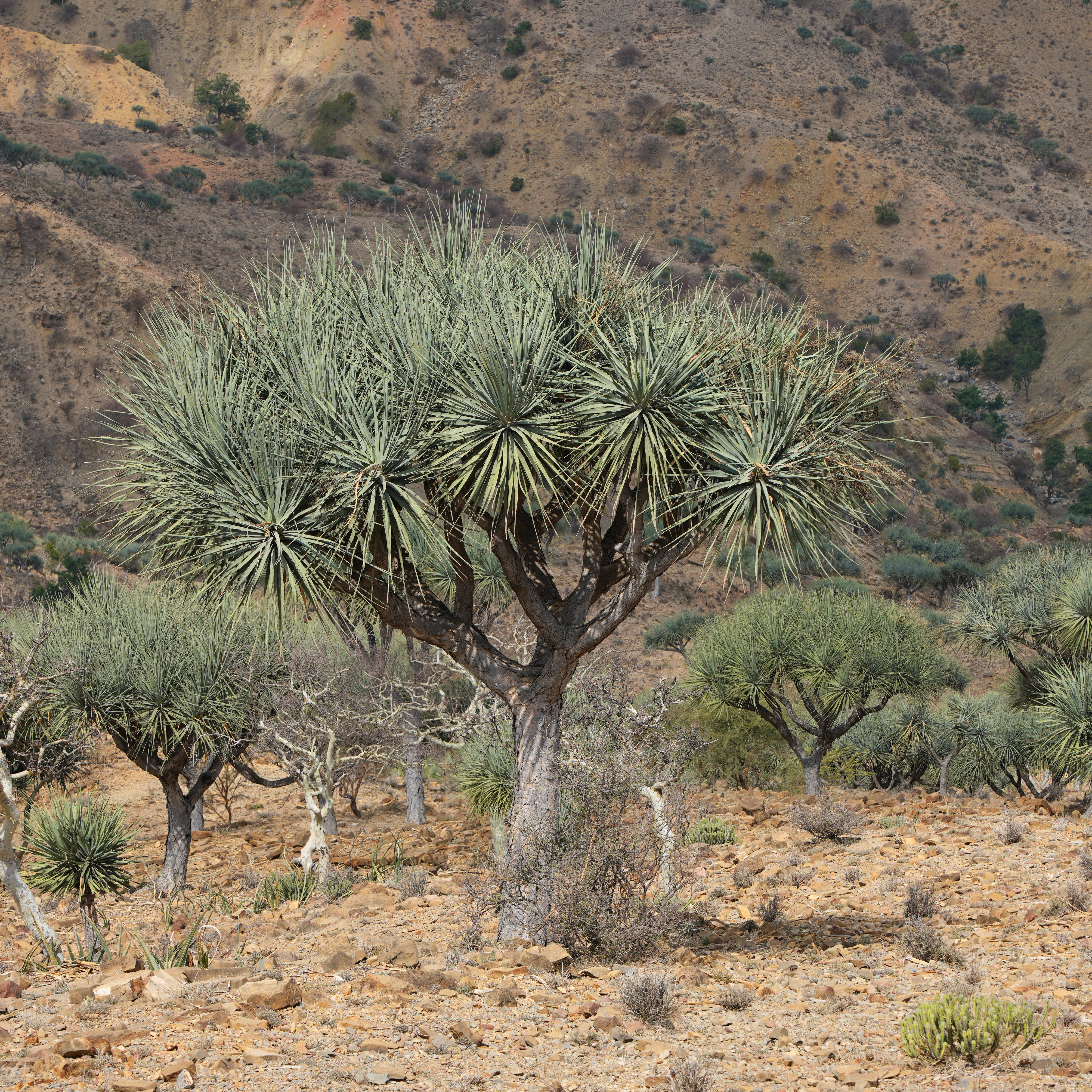
Dracaena ombet in Äthiopien

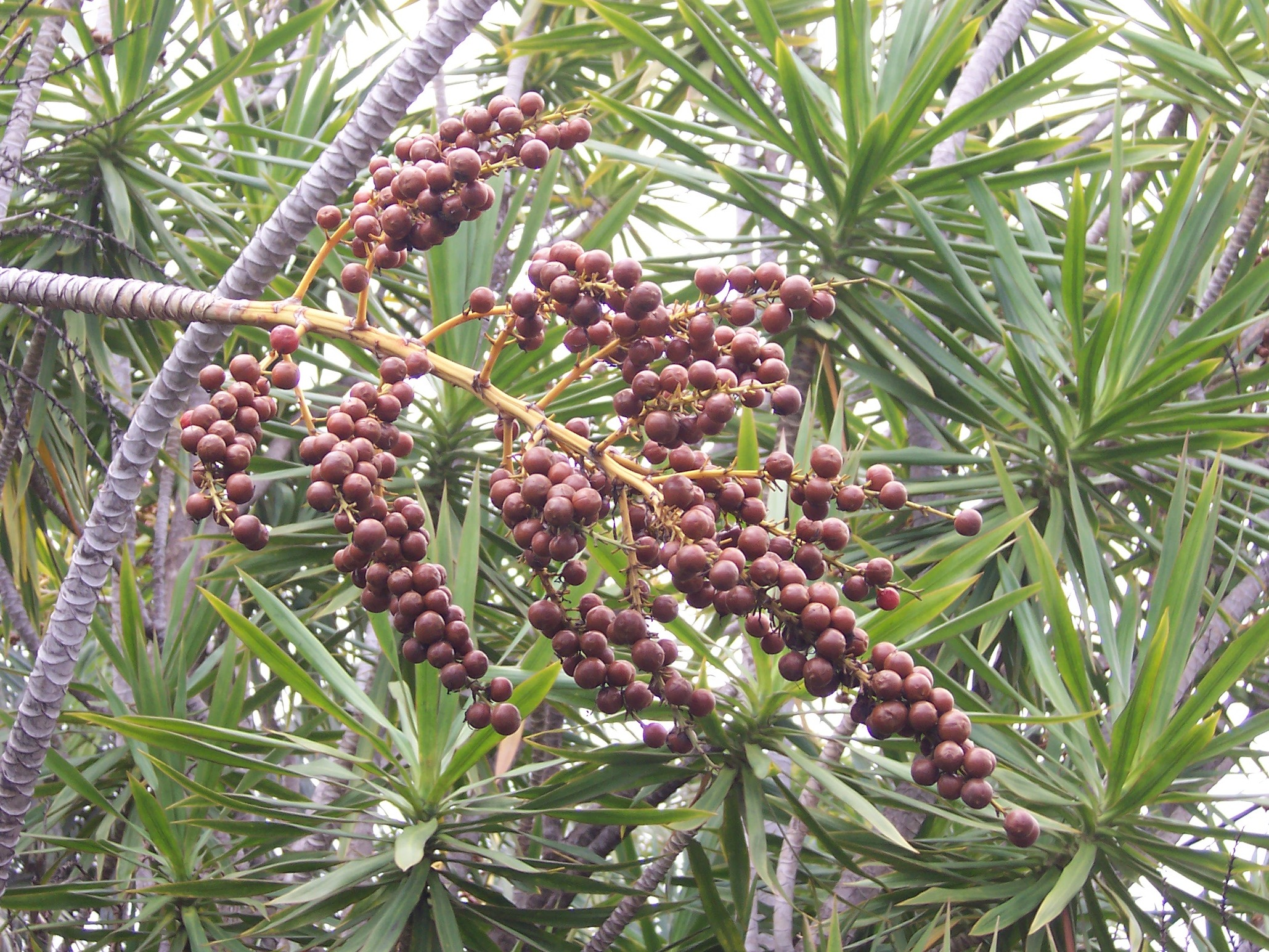
Dracaena reflexa mit Früchten auf Réunion

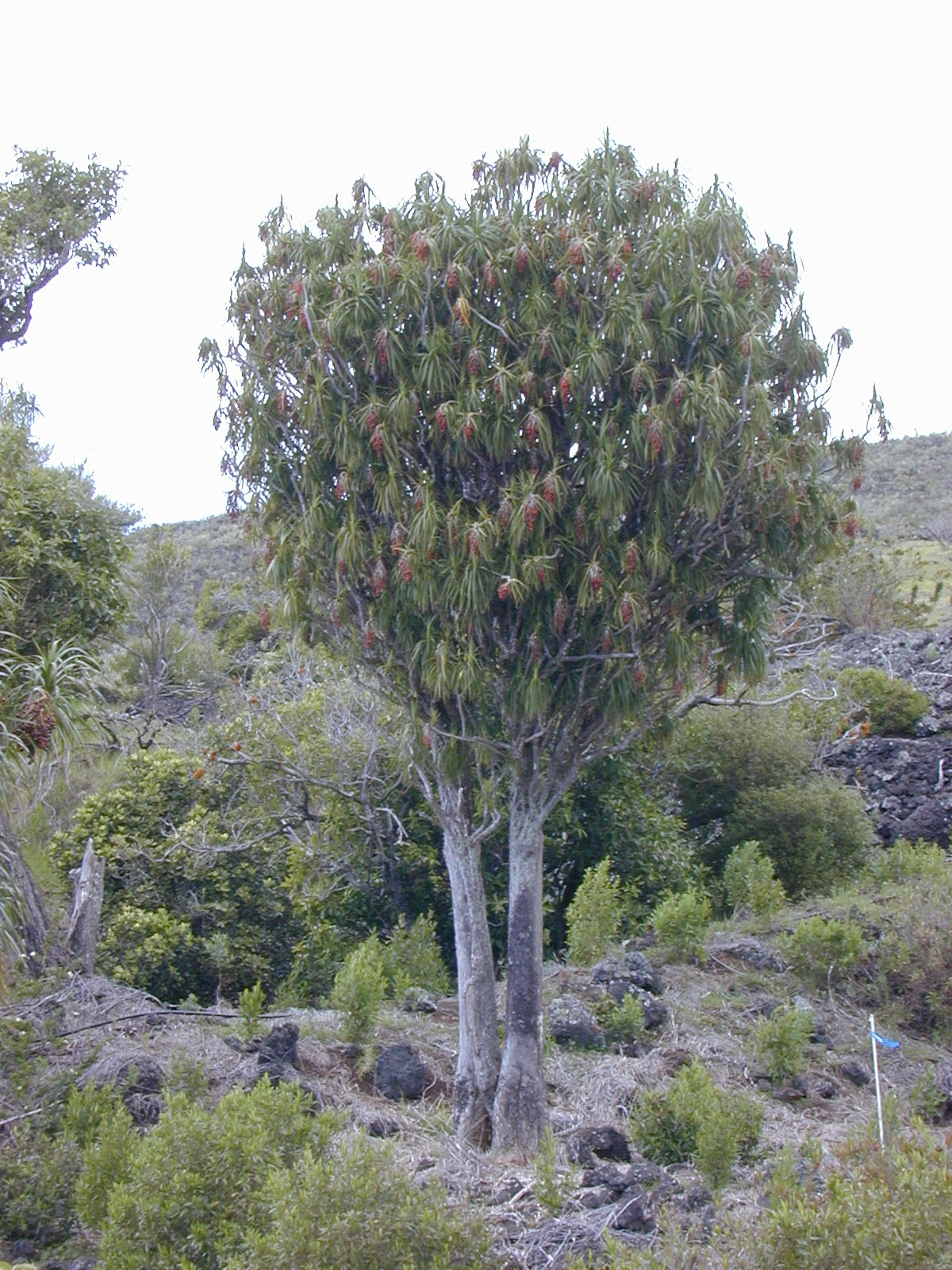
Dracaena rockii in Hawaii auf Maui, Auwahi

### Verbreitung
Die Gattung hat eine sehr weite natürliche Verbreitung in den Tropen und Subtropen. Die meisten Arten haben ihre Heimat in den Tropen der Alten Welt (Paläotropis), also Asien und Afrika. Es existieren zwei Arten auf den Kanarischen Inseln (Dracaena draco auf Gran Canaria, La Palma und Teneriffa sowie extrem selten Dracaena tamaranae auf Gran Canaria) und je eine Art im Südwesten Marokkos (Dracaena draco subsp. ajgal), in Zentralamerika (Dracaena ghiesbreghtii) und auf Kuba (Dracaena cubensis).

### Arten
In der Gattung der Drachenbäume (Dracaena) werden etwa 50 bis 150 Arten unterschieden (die Anzahl schwankt bei verschiedenen Autoren stark, um mehr als 60 Arten, aber nur, wenn auch die Arten der Gattung Sansevieria mit eingegliedert sind). Plants of the World Online listet folgende Arten:
- Dracaena acaulis Baker: Sie kommt in Zaire, Kongo, Angola, Kamerun und Gabun vor.[2]
- Dracaena acutissima Hua: Sie kommt in Zaire, Kongo und Gabun vor.[2]
- Dracaena adamii Hepper: Sie kommt in der Elfenbeinküste, in Ghana und Liberia vor.[2]
- Dracaena aethiopica (Thunb.) Byng & Christenh. (Syn.: Sansevieria aethiopica Thunb.): Sie kommt vom südlichen tropischen Afrika bis ins südliche Afrika vor.[2]
- Dracaena afromontana Mildbr.: Sie kommt vom südlichen Sudan bis Malawi vor.[2]
- Dracaena aletriformis (Haw.) Bos: Sie kommt vom südöstlichen Kenia bis Südafrika vor.[2]
- Dracaena angolensis (Welw. ex Carrière) Byng & Christenh. (Syn.: Sansevieria angolensis Welw. ex Carrière): Sie kommt in Sambia und Simbabwe vor.[2]
- Dracaena angustifolia (Medik.) Roxb.: Sie kommt vom subtropischen bis tropischen Asien und im nördliche Australien vor.[2]
- Dracaena arborea (Willd.) Link: Sie kommt vom westlichen tropischen Afrika bis Angola vor.[2]
- Dracaena arborescens (Cornu ex Gérôme & Labroy) Byng & Christenh. (Syn.: Sansevieria arborescens Cornu ex Gérôme & Labroy): Sie kommt im südöstlichen Kenia und im östlichen Tansania vor.[2]
- Dracaena ascendens (L.E.Newton) Byng & Christenh. (Syn.: Sansevieria ascendens): Die 2010 erstbeschriebene Art kommt im südöstlichen Kenia und im nordöstlichen Tansania vor.[2]
- Dracaena aubryana Brongn. ex E.Morren: Sie kommt vom tropischen Westafrika bis Uganda und Sambia vor.[2]
- Dracaena aubrytiana (Carrière) Byng & Christenh. (Syn.: Sansevieria aubrytiana Carrière): Sie kommt in Gabun, Tansania, Angola und Sambia vor.[2]
- Dracaena aurea H.Mann: Dieser Endemit kommt nur auf Kauai vor.[2]
- Dracaena bacularis (Pfennig ex A.Butler & Jankalski) Byng & Christenh. (Syn.: Sansevieria bacularis Pfennig ex A.Butler & Jankalski): Sie kommt in der Demokratischen Republik Kongo vor.[2]
- Dracaena bagamoyensis (N.E.Br.) Byng & Christenh.: Sie kommt im südöstlichen Kenia und im östlichen Tansania vor.[2]
- Dracaena ballyi (L.E.Newton) Byng & Christenh.: Sie kommt im südöstlichen Kenia und im nordöstlichen Tansania vor.[2]
- Dracaena bhitalae (Webb & Newton) Takaw.-Ny. & Mucina: Sie kommt in Tansania vor.[2]
- Dracaena bicolor Hook.: Sie kommt vom südöstlichen Nigeria bis zum westlich-zentralen tropischen Afrika vor.[2]
- Dracaena borneensis (Merr.) Jankalski: Sie kommt in Borneo vor.[2]
- Dracaena brachyphylla Kurz: Sie kommt auf den südlichen Andamanen und auf den Nikobaren vor.[2]
- Dracaena brachystachys Hook.f.: Sie kommt in Malaysia vor.[2]
- Dracaena braunii Engl. (Syn.: Dracaena litoralis Mwachala & Eb.Fisch.): Sie kommt im westlich-zentralen tropischen Afrika vor.[2]
- Dracaena breviflora Ridl.: Sie kommt in Malaysia vor.[2]
- Dracaena bueana Engl.: Sie kommt in Kamerun vor.[2]
- Dracaena bugandana Byng & Christenh.: Sie kommt in Uganda vor.[2]
- Dracaena bukedea Takaw.-Ny. & Mucina: Sie wurde 2018 aus Uganda erstbeschrieben.[2]
- Dracaena burdettii (Chahin.) Byng & Christenh.: Sie kommt im südlichen Malawi und im nördlichen Mosambik vor.[2]
- Dracaena burmanica (N.E.Br.) Byng & Christenh. (Syn.: Sansevieria burmanica N.E.Br.): Sie kommt in Sri Lanka, im südlichen Indien, im nördlichen Myanmar und auf Java vor.[2]
- Dracaena bushii Damen: Die 2018 erstbeschriebene Art kommt in Kamerun, Gabun und in Äquatorialguinea vor.[2]
- Dracaena calocephala Bos
- Dracaena cambodiana Pierre ex Gagnep.
- Dracaena camerooniana Baker
- Dracaena cantleyi Baker
- Dracaena cerasifera Hua
- Dracaena chiniana I.M.Turner
- Dracaena cinnabari Balf.f., Heimat: Sokotra.
- Dracaena cochinchinensis (Lour.) S.C.Chen
- Dracaena concinna Kunth: Dieser Endemit kommt nur auf Mauritius vor.
- Dracaena conferta Ridl.
- Dracaena congoensis Hua
- Dracaena cristula W.Bull
- Dracaena cubensis Vict.: Dieser Endemit kommt nur auf Kuba vor.
- Dracaena curtisii Ridl.
- Dracaena cuspidata Ridl.
- Dracaena cuspidibracteata Engl.
- Dracaena densifolia Baker
- Kanarischer Drachenbaum (Dracaena draco (L.) L.): Mit den Unterarten:
  - Dracaena draco subsp. ajgal Benabid & Cuzin, Heimat: Marokko (Antiatlas).
  - Dracaena draco subsp. draco, Heimat: Kanaren, Kapverden
- Dracaena ellenbeckiana Engl.
- Dracaena elliptica Thunb. & Dalm., Heimat: Indien, Sumatra, Java.
- Dracaena fernaldii (H.St.John) Jankalski
- Dracaena finlaysonii Baker
- Dracaena floribunda Baker
- Dracaena fontanesiana Schult. & Schult. f.
- Dracaena forbesii (O.Deg.) Jankalski
- Dracaena fragrans (L.) Ker Gawl., Heimat: tropisches Afrika.
- Dracaena gabonica Hua
- Dracaena ghiesbreghtii Donn.Sm. (Syn.: Dracaena americana Donn.Sm.): Sie kommt vom, südlichen Mexiko bis Panama und dem südwestlichen Kolumbien vor.[2]
- Dracaena glomerata Baker (Syn.: Dracaena buettneri Engl.)
- Dracaena goldieana W.Bull ex Mast. & Moore, Heimat: Nigeria, Zentralafrika.
- Dracaena granulata Hook.f.
- Dracaena griffithii Regel
- Dracaena halaapepe (H.St.John) Jankalski
- Dracaena halemanuensis Jankalski
- Dracaena hewittii Ridl.
- Dracaena hokouensis G.Z.Ye
- Dracaena hosei (Ridl.) Jankalski
- Dracaena impressivenia Yu H.Yan & H.J.Guo
- Dracaena jayniana Wilkin & Suksathan: Sie wurde 2012 aus Thailand erstbeschrieben.
- Dracaena kaweesakii Wilkin[3]
- Dracaena kirkii Baker
- Dracaena konaensis (H.St.John) Jankalski
- Dracaena kupensis Mwachala, Cheek, Eb.Fisch. & Muasya
- Dracaena lancea Thunb. & Dalm.
- Dracaena lancifolia (Ridl.) Jankalski
- Dracaena laxissima Engl. (Syn.: Dracaena bequaertii De Wild.)
- Dracaena le-testui Pellegr.
- Dracaena ledermannii Engl. & K.Krause
- Dracaena litoralis Mwachala & Eb.Fisch.: Sie wurde 2013 erstbeschrieben.
- Dracaena longifolia Ridl.
- Dracaena longipetiolata Mwachala & Eb.Fisch.: Sie wurde 2013 aus Gabun erstbeschrieben.
- Dracaena maingayi Hook.f.
- Dracaena mannii Baker
- Dracaena mokoko Mwachala & Cheek: Sie wurde 2012 aus Kamerun erstbeschrieben.
- Dracaena multiflora Warb. ex Sarasin
- Dracaena novoguineensis Gibbs
- Dracaena nutans Ridl.
- Dracaena nyangensis Pellegr.
- Dracaena oddonii De Wild.
- Dracaena ombet Heuglin ex Kotschy & Peyr.: Mit den Unterarten:
  - Dracaena ombet subsp. ombet
  - Dracaena ombet subsp. schizantha (Baker) Bos, Sinet, Syn. Dracaena schizantha Baker[2]
- Dracaena ovata Ker Gawl.
- Dracaena pachyphylla Kurz
- Dracaena parviflora Baker
- Dracaena penangensis Ridl.
- Dracaena pendula Ridl.
- Dracaena petiolata Hook.f.
- Dracaena phanerophlebia Baker
- Dracaena phrynioides Hook., Heimat: Westafrika, Kamerun.
- Dracaena poggei Engl.
- Dracaena porteri Baker
- Dracaena praetermissa Bos
- Dracaena purpurea (Ridl.) Jankalski
- Dracaena reflexa Lam.. Mit den Varietäten:
  - Dracaena reflexa var. angustifolia Baker, Heimat: Réunion.
  - Dracaena reflexa var. bakeri (Scott-Elliot) H.Perrier
  - Dracaena reflexa var. brevituba H.Perrier
  - Dracaena reflexa var. condensata H.Perrier
  - Dracaena reflexa var. lanceolata H.Perrier
  - Dracaena reflexa var. linearifolia Ayres ex Baker
  - Dracaena reflexa var. nervosa H.Perrier
  - Dracaena reflexa var. occidentalis H.Perrier
  - Dracaena reflexa var. parvifolia Thouars ex H.Perrier
  - Dracaena reflexa var. reflexa, Heimat: Mauritius.
  - Dracaena reflexa var. salicifolia (Regel) Baker
  - Dracaena reflexa var. subcapitata H.Perrier
  - Dracaena reflexa var. subelliptica H.Perrier
- Dracaena robusta Ridl.
- Dracaena rockii (H.St.John) Jankalski (Syn.: Pleomele auwahiensis H.St.John)
- Dracaena rosulata Mwachala & Eb.Fisch.: Sie kommt in der Demokratischen Republik Kongo vor. Sie wurde 2013 erstbeschrieben.
- Dracaena rubroaurantiaca De Wild.
- Dracaena sarawakensis (W.W.Sm.) Jankalski
- Dracaena scabra Bos
- Dracaena serrulata Baker
- Dracaena siamica Ridl.
- Dracaena singapurensis Ridl.
- Dracaena soyauxiana Baker
- Dracaena spicata Roxb.
- Dracaena steudneri Engl.
- Dracaena surculosa Lindl., Heimat: Westafrika. Mit den Varietäten:
  - Dracaena surculosa var. maculata Hook.f.
  - Dracaena surculosa var. surculosa
- Dracaena talbotii Rendle
- Dracaena tamaranae Marrero Rodr.: Dieser Endemit kommt nur auf Gran Canaria vor.
- Dracaena terniflora Roxb.
- Dracaena tessmannii Engl. & K.Krause
- Dracaena thwaitesii Regel
- Dracaena timorensis Kunth
- Dracaena transvaalensis Baker
- Dracaena umbraculifera Jacq., Heimat: Mauritius?
- Dracaena umbratica Ridl.
- Dracaena vanderystii De Wild.
- Dracaena viridiflora Engl. & K.Krause
- Dracaena xiphophylla Baker
- Dracaena yuccifolia Ridl.

## Nutzung
Verschiedene Dracaena-Arten, zum Beispiel Dracaena fragrans, Dracaena surculosa, Dracaena marginata und Dracaena anderiana sind als Zierpflanzen beliebt. Außerhalb ihrer Ursprungsregion gedeihen sie in der Regel als Zimmerpflanze, sind dabei anspruchsarm und pflegeleicht. Sie wachsen im Blumentopf in Erde oder Hydrokultur. 
Das rote Harz von Dracaena draco wird unter dem Namen Drachenblut als Farbstoff und in der traditionellen Medizin genutzt.

## Weiterführende Literatur
- Stephen  Jankalski: Subgenera and new combinations in Dracaena. In: Sansevieria. Band 18, 2008, S. 17–21.
- Iris van Kleinwee, Isabel Larridon, Toral Shah, Kenneth Bauters, Pieter Asselman, Paul Goetghebeur, Frederik Leliaert, Emily Veltjen: Plastid phylogenomics of the Sansevieria Clade of Dracaena (Asparagaceae) resolves a recent radiation. In: Molecular Phylogenetics and Evolution. Band 169, 2022, e107404 (doi:10.1016/j.ympev.2022.107404).
- Pei-Luen Lu, Clifford W. Morden: Phylogenetic Relationships among Dracaenoid Genera (Asparagaceae: Nolinoideae) Inferred from Chloroplast DNA Loci. In: Systematic Botany. Band 39, Nummer 1, 2014, S. 90–104 (doi:10.1600/036364414X678035).
- Ratidzayi Takawira-Nyenya, Joachim Thiede, Ladislav Mucina: New nomenclatural and taxonomic adjustments in Dracaena (Asparagaceae). In: Phytotaxa. Band 524, Nr. 4, 9. November 2021, S. 293–300 (doi:10.11646/phytotaxa.524.4.5).